# Birni-Lafia
Birni-Lafia è un arrondissement del Benin situato nella città di Karimama (dipartimento di Alibori) con 11 832 abitanti (dato 2006).